# Boophis
Boophis en un género de anfibios anuros de la familia Mantellidae. Como otras especies de su familia, son pequeñas, tóxicas, arbóreas y coloridas. Muestran adaptaciones similares a las ranas arbóreas. 
Este género solo habita en Madagascar, islas adyacentes y en la isla Mayotte (archipiélago de las Comoras) y es el único miembro de la subfamilia Boophinae.

## Especies

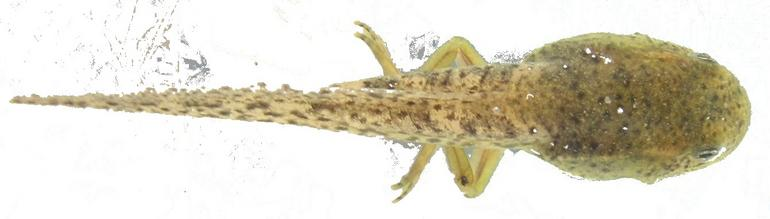
Renacuajo de Boophis occidentalis.

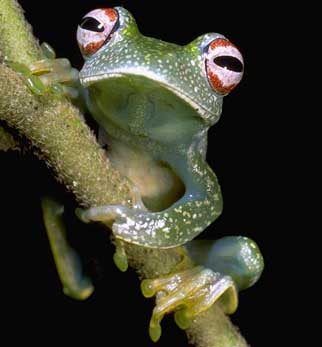
Boophis anjanaharibeensis.

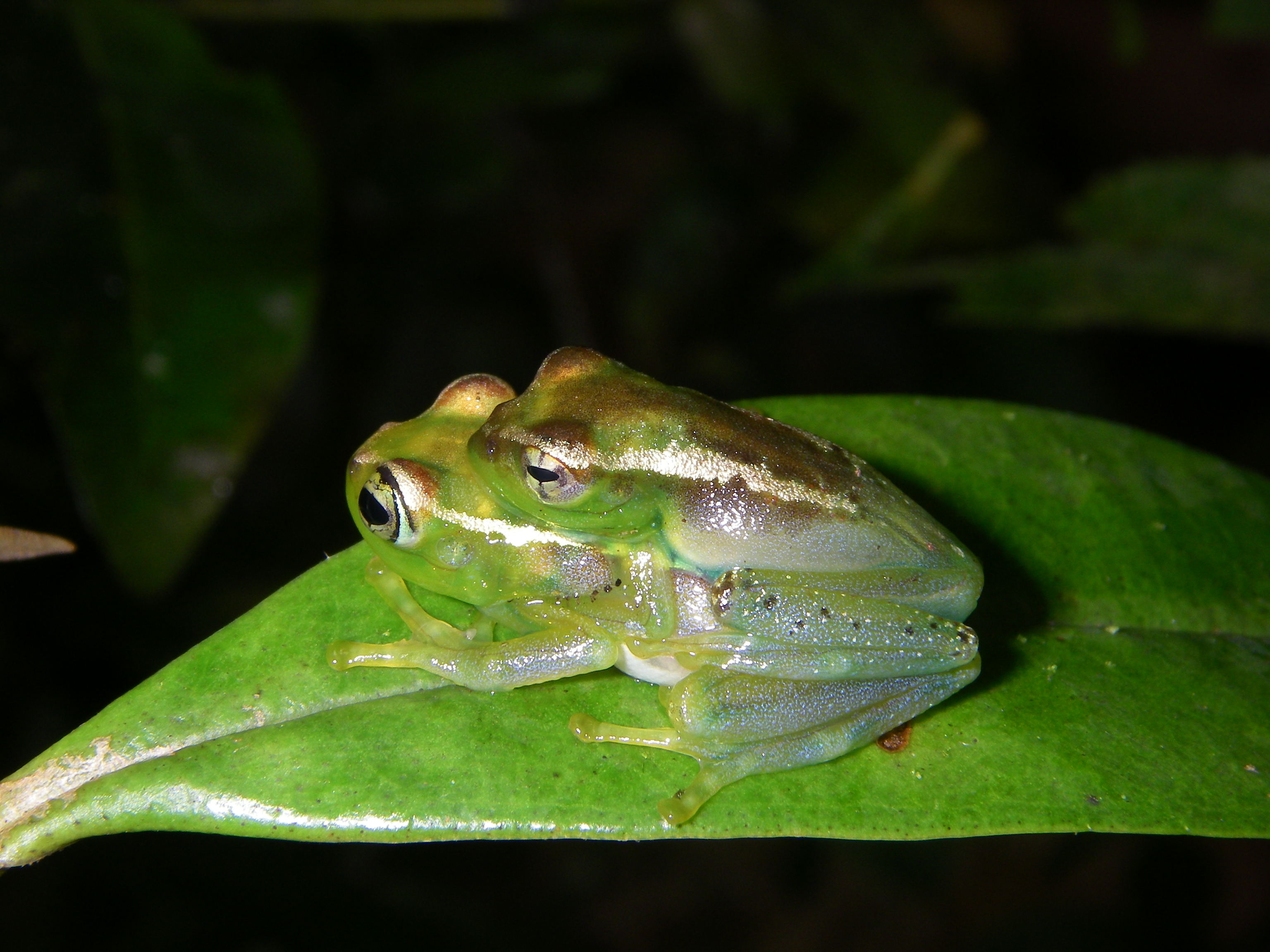
Macho y hembra de Boophis lilianae en amplexo.

Se reconocen las 82 siguientes según ASW:
- Boophis albilabris (Boulenger, 1888)
- Boophis albipunctatus Glaw & Thiesmeier, 1993
- Boophis andohahela Andreone, Nincheri, & Piazza, 1995
- Boophis andrangoloaka (Ahl, 1928)
- Boophis andreonei Glaw & Vences, 1994
- Boophis anjanaharibeensis Andreone, 1996
- Boophis ankarafensis[3] Penny, Andreone, Crottini, Holderied, Rakotozafy, Schwitzer & Rosa, 2014
- Boophis ankaratra Andreone, 1993
- Boophis arcanus Glaw, Köhler, De la Riva, Vieites, & Vences, 2010
- Boophis archeri Vences, Köhler, Hutter, Preick, Petzold, Rakotoarison, Ratsoavina, Glaw & Scherz, 2024[4]
- Boophis axelmeyeri Vences, Andreone, & Vieites, 2005
- Boophis baetkei Köhler, Glaw, & Vences, 2008
- Boophis blommersae Glaw & Vences, 1994
- Boophis boehmei Glaw & Vences, 1992
- Boophis boppa[5] Hutter, Lambert, Cobb, Andriampenomanana & Vences, 2015
- Boophis bottae Vences & Glaw, 2002
- Boophis brachychir (Boettger, 1882)
- Boophis burgeri Glaw & Vences, 1994
- Boophis burnhamae Vences, Köhler, Hutter, Preick, Petzold, Rakotoarison, Ratsoavina, Glaw & Scherz, 2024[4]
- Boophis calcaratus Vallan, Vences, & Glaw, 2010
- Boophis doulioti (Angel, 1934)
- Boophis elenae Andreone, 1993
- Boophis englaenderi Glaw & Vences, 1994
- Boophis entingae Glaw, Köhler, De la Riva, Vieites, & Vences, 2010
- Boophis erythrodactylus (Guibé, 1953)
- Boophis fayi[6]  Köhler, Glaw, Rosa, Gehring, Pabijan, Andreone & Vences, 2011
- Boophis feonnyala Glaw, Vences, Andreone, & Vallan, 2001
- Boophis goudotii Tschudi, 1838
- Boophis guibei (McCarthy, 1978)
- Boophis haematopus Glaw, Vences, Andreone, & Vallan, 2001
- Boophis haingana Glaw, Köhler, De la Riva, Vieites, & Vences, 2010
- Boophis idae (Steindachner, 1867)
- Boophis jaegeri Glaw & Vences, 1992
- Boophis janewayae Vences, Köhler, Hutter, Preick, Petzold, Rakotoarison, Ratsoavina, Glaw & Scherz, 2024[4]
- Boophis kirki Vences, Köhler, Hutter, Preick, Petzold, Rakotoarison, Ratsoavina, Glaw & Scherz, 2024[4]
- Boophis laurenti Guibé, 1947
- Boophis liami Vallan, Vences, & Glaw, 2003
- Boophis lichenoides Vallan, Glaw, Andreone, & Cadle, 1998
- Boophis lilianae Köhler, Glaw, & Vences, 2008
- Boophis luciae Glaw, Köhler, De la Riva, Vieites, & Vences, 2010
- Boophis luteus (Boulenger, 1882)
- Boophis madagascariensis (Peters, 1874)
- Boophis majori (Boulenger, 1896)
- Boophis mandraka Blommers-Schlösser, 1979
- Boophis marojezensis Glaw & Vences, 1994
- Boophis miadana Glaw, Köhler, De la Riva, Vieites, & Vences, 2010
- Boophis microtympanum (Boettger, 1881)
- Boophis miniatus (Mocquard, 1902)
- Boophis narinsi[7] Vences, Gehara, Köhler & Glaw, 2012
- Boophis obscurus (Boettger, 1913)
- Boophis occidentalis Glaw & Vences, 1994
- Boophis opisthodon (Boulenger, 1888)
- Boophis pauliani (Guibé, 1953)
- Boophis periegetes Cadle, 1995
- Boophis picardi Vences, Köhler, Hutter, Preick, Petzold, Rakotoarison, Ratsoavina, Glaw & Scherz, 2024[4]
- Boophis picturatus Glaw, Vences, Andreone, & Vallan, 2001
- Boophis piperatus Glaw, Köhler, De la Riva, Vieites, & Vences, 2010
- Boophis popi[6] Köhler, Glaw, Rosa, Gehring, Pabijan, Andreone & Vences, 2011
- Boophis praedictus Glaw, Köhler, De la Riva, Vieites, & Vences, 2010
- Boophis pyrrhus Glaw, Vences, Andreone, & Vallan, 2001
- Boophis quasiboehmei Vences, Köhler, Crottini, & Glaw, 2010
- Boophis rappiodes (Ahl, 1928)
- Boophis reticulatus Blommers-Schlösser, 1979
- Boophis rhodoscelis (Boulenger, 1882)
- Boophis roseipalmatus Glaw, Köhler, De la Riva, Vieites, & Vences, 2010
- Boophis rufioculis Glaw & Vences, 1997
- Boophis sambirano Vences & Glaw, 2005
- Boophis sandrae Glaw, Köhler, De la Riva, Vieites, & Vences, 2010
- Boophis schuboeae Glaw & Vences, 2002
- Boophis septentrionalis Glaw & Vences, 1994
- Boophis sibilans Glaw & Thiesmeier, 1993
- Boophis solomaso Vallan, Vences, & Glaw, 2003
- Boophis spinophis Glaw, Köhler, De la Riva, Vieites, & Vences, 2010
- Boophis tampoka Köhler, Glaw, & Vences, 2008
- Boophis tasymena Vences & Glaw, 2002
- Boophis tephraeomystax (Duméril, 1853)
- Boophis tsilomaro Vences, Andreone, Glos, & Glaw, 2010
- Boophis ulftunni Wollenberg, Andreone, Glaw, & Vences, 2008
- Boophis viridis Blommers-Schlösser, 1979
- Boophis vittatus Glaw, Vences, Andreone, & Vallan, 2001
- Boophis williamsi (Guibé, 1974)
- Boophis xerophilus Glaw & Vences, 1997

## Publicación original
- Vences & Glaw, 2001 : When molecules claim for taxonomic changes: new proposals on the classification of Old World treefrogs. Spixiana, vol. 24, p. 85-92 (texto íntegro).